# 영주역
영주역(Yeongju station, 榮州驛)은 경상북도 영주시 휴천동에 있는 중앙선과 영동선, 경북선의 철도역이다.
한국철도공사 경북본부의 관리역이다. 이 역을 지나는 모든 여객열차가 정차하며 객·화차 사무소, 보선사무소, 기관차사무소 등이 있다.
가공전차선이 일찍부터 설치되어 있어서, 중앙선 전 구간이 전철화되기 전까지는 여객열차가 이 역에서 장기 대기하면서 전기기관차로 교체하여 운행했다. 영주역 이남 구간에 가공전차선이 없었을 적에는 청량리 - 안동 노선에 들어갔던 기존의 비전철 새마을호가 퇴역한 후 ITX-새마을 열차가 안동역에서 영주역으로 단축해서 운행했다. 안동역이 송현동 안동버스터미널과 마주보는 곳으로 이전함과 동시에 안동역에도 가공전차선이 설치된 후, 2021년 1월 5일부터 KTX-이음이 운행을 시작했다. KTX-이음 투입과 함께 ITX-새마을은 한동안 안동에 투입되지 않다가, ITX-새마을도 영주역 이남 구간인 안동역으로 운행을 시작했다.
분기 형태는 전라선과 경전선의 분기역인 순천역처럼 크로스형 분기로 되어 있다.
경북권 전체에서 규모가 가장 큰 역이자, 경북 북부권의 철도교통 중심지로서의 기능을 하고 있다. 중앙선의 복선전철 및 고속화 사업이 결정되면서 경북 북부권 철도 교통 중심지로서의 기능이 더욱 강화될 전망이다. 역무실에서 한국철도 100주년 기념 스탬프를 날인할 수 있다.
무궁화호는 심야에 4편성이 주박한다. 영동선은 이 역부터 청량신호소까지 모두 지상 구간이다. 경북선은 이 역부터 김천역까지 모두 지상 구간이다.

## 역사
- 1941년 7월 1일 : 보통역으로 영업 개시[1]
- 1953년 3월 28일 : 사무관역으로 승격
- 1962년 1월 11일 : 서기관역으로 승격
- 1967년 12월 20일 : 현 위치에 역사 준공
- 1971년 9월 10일 : 무연탄 화물 도착역 지정[2]
- 1973년 12월 23일 : 시가지 확장으로 중앙선·영동선의 이설과 함께 영주동 중앙시장 부근에서 현재의 휴천동으로 역사를 이전
- 1988년 11월 1일 : 새마을호 운행 개시
- 1997년 4월 15일 : 거점 관리역으로 지정
- 1999년 1월 1일 : 지역 관리역으로 변경
- 2006년 5월 1일 : 소화물 취급 중지
- 2006년 7월 1일 : 조직 개편으로 경북북부지사 관할역이 됨
- 2013년 4월 12일 : 중부내륙순환열차, 백두대간협곡열차 운행 개시
- 2014년 5월 1일 : 충북 종단열차 운행 개시
- 2014년 11월 1일 : 새마을호 운행 중지 및 ITX-새마을 운행 개시
- 2015년 10월 30일 : 중앙선 도담 - 영천 복선전철 착공식을 영주역 광장에서 실시[3]
- 2016년 4월 28일 : 경북선 예천 - 어등 구간 이설로 김천 기점 115.2km에서 115.0km로 변경[4]
- 2018년 3월 23일 : ITX-새마을 운행 재개
- 2018년 6월 28일 : 청량신호소 신설과 함께 종점이 기존 강릉에서 청량신호소로 변경
- 2020년 2월 3일 : 중부내륙순환열차 운행 중지
- 2020년 3월 2일 : 노선 단축에 따라 경북선 · 영동선 상행 강릉 방면에서 동해 방면으로 변경
- 2020년 12월 17일 : 청량리 - 안동 무궁화호를 이 역까지만 운행하는 것으로 단축하고 대신 일부 열차는 누리로로 전환
- 2021년 1월 5일 : KTX-이음 운행 개시
- 2021년 5월 1일 ~ 7월 31일: 경북선 영주 ~ 김천 전 구간 토사붕괴 위험으로 열차운행 일시중지[5]및 대체 버스 투입[6]
- 2022년 2월 18일 : 구 역사 운영종료 및 임시역사 영업 개시
- 2022년 11월 5일 : ITX-새마을 운행 재개
- 2023년 12월 29일 : ITX-마음 운행 개시
- 2024년 1월 10일 : 신 역사 완공.
- 2024년 5월 28일 : 역 앞 광장 공사, 승강장 공사 완공
- 2025년 1월 1일: 동해 - 중앙선 - 부전 무궁화호를 영주역으로 단축.

## 승강장
4면 8선 쌍섬식 승강장으로 운영되고 있다. 고상홈 승강장에는 KTX-이음 전용 스크린도어가 설치되어 있다.
| ↑풍기(중앙선)/↑봉화(영동선)     |
| １２ \| ３４ \| ５６ \| ７８ \| |
| 예천(경북선)↓/ 안동(중앙선)↓    |

| 1   | 경북선        | 무궁화호                                         | 예천 · 김천 방면                        |
| 2   | 충북선        | 무궁화호                                         | 충주 · 대전 · 동대구 방면               |
| 3,4 | 중앙선        | KTX                                              | 단양 · 제천 · 원주 · 청량리 · 서울 방면 |
| 5,6 | 중앙선        | KTX                                              | 안동 · 의성 · 영천 · 경주 · 부전 방면   |
| 7   | 중앙선 영동선 | 무궁화호, 백두대간협곡열차, ITX-새마을, ITX-마음 | 분천 · 철암 · 동해 방면                 |
| 8   | 중앙선 영동선 | 무궁화호, 백두대간협곡열차, ITX-새마을, ITX-마음 | 동대구 · 경주 · 부전 방면               |

## 역 주변
- 남산초등학교
- 영주남부초등학교
- 대영학교
- 대영고등학교
- 경북전문대학교산학협력단
- 영주 가흥동 마애여래삼존상 및 여래좌상
- 신영주지구대
- 영주휴천동우체국
- 영주동부초등학교
- 영주중학교

## 기관차교체
중앙선은 안동역 이남 구간이 오랫동안 전철화되지 않았기 때문에, 안동역 이남으로 가는 중앙선 여객열차는 이 역에서 기관차를 바꿔서 운행했다. 이 역에서는 청량리역/동해역/동대구역/부전역에서 출발하는 1600번대 무궁화호열차가 전기기관차에서 디젤기관차로 교체한다. 상행 열차의 경우에는 무궁화호 열차가 도착하면 승객들을 승하차 시키는 중 디젤기관차 분리하고 영주차량사업소에 입고한다. 잠시후 전기기관차가 영주역 구내에 진입하면 무궁화호 열차는 잠시 출입문을 닫는다. 전기기관차와 무궁화호 2미터 정도 떨어진 상태로 도착후 기기점검을 마친 후 무전지시를 한다. 전기기관차가 시속 2Km/h이내로 진입하면서 무궁화호 객차 연결된다. 이 후 열차의 출입문이 개방되면서 승객들을 승하차 시킨 후 정시가 되면 다음 정차역으로 출발한다. 현재는 의성역으로 자리를 옮겼다.
반대로 하행 열차의 경우에는 무궁화호 열차가 도착하면 승객들을 승하차 시키는 중 전기기관차를 분리하고 영주차량사업소에 입고한다. 잠시후 디젤기관차가 영주역 구내에 진입하면 무궁화호 열차는 잠시 출입문을 닫는다. 디젤기관차와 무궁화호 2미터 정도 떨어진 상태로 도착후 기기점검을 마친 후 무전지시를 한다. 디젤기관차가 시속 2Km/h이내로 진입하면서 무궁화호 객차 연결된다. 이 후 열차의 출입문이 개방되면서 승객들을 승하차 시킨 후 정시가 되면 다음 정차역으로 출발한다.

ITX-새마을과 누리로의 경우 선두와 후미 모두 동력차였기 때문에 방향만 바꿔 기관차를 교체할 필요 없었다.
2024년 12월 20일부터 중앙선 전 구간 전철화가 완공되어 전 기관차가 전기기관차로 운행하게 되면서 기관차교체는 역사 속으로 사라졌다.

## 사진

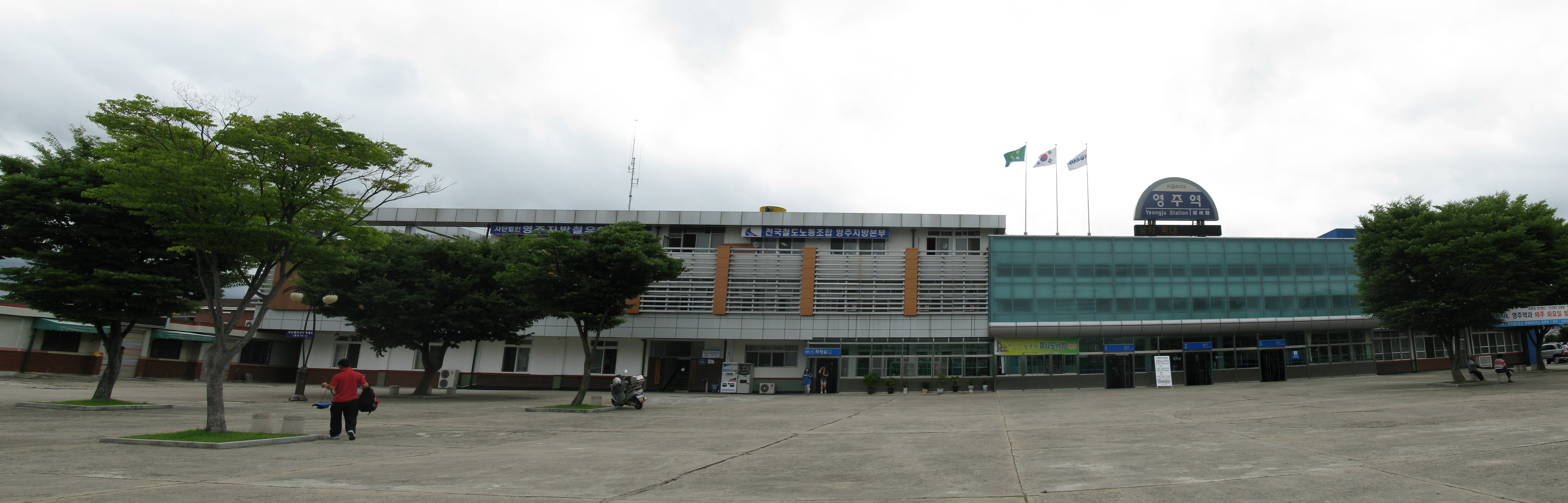
역 광장 파노라마
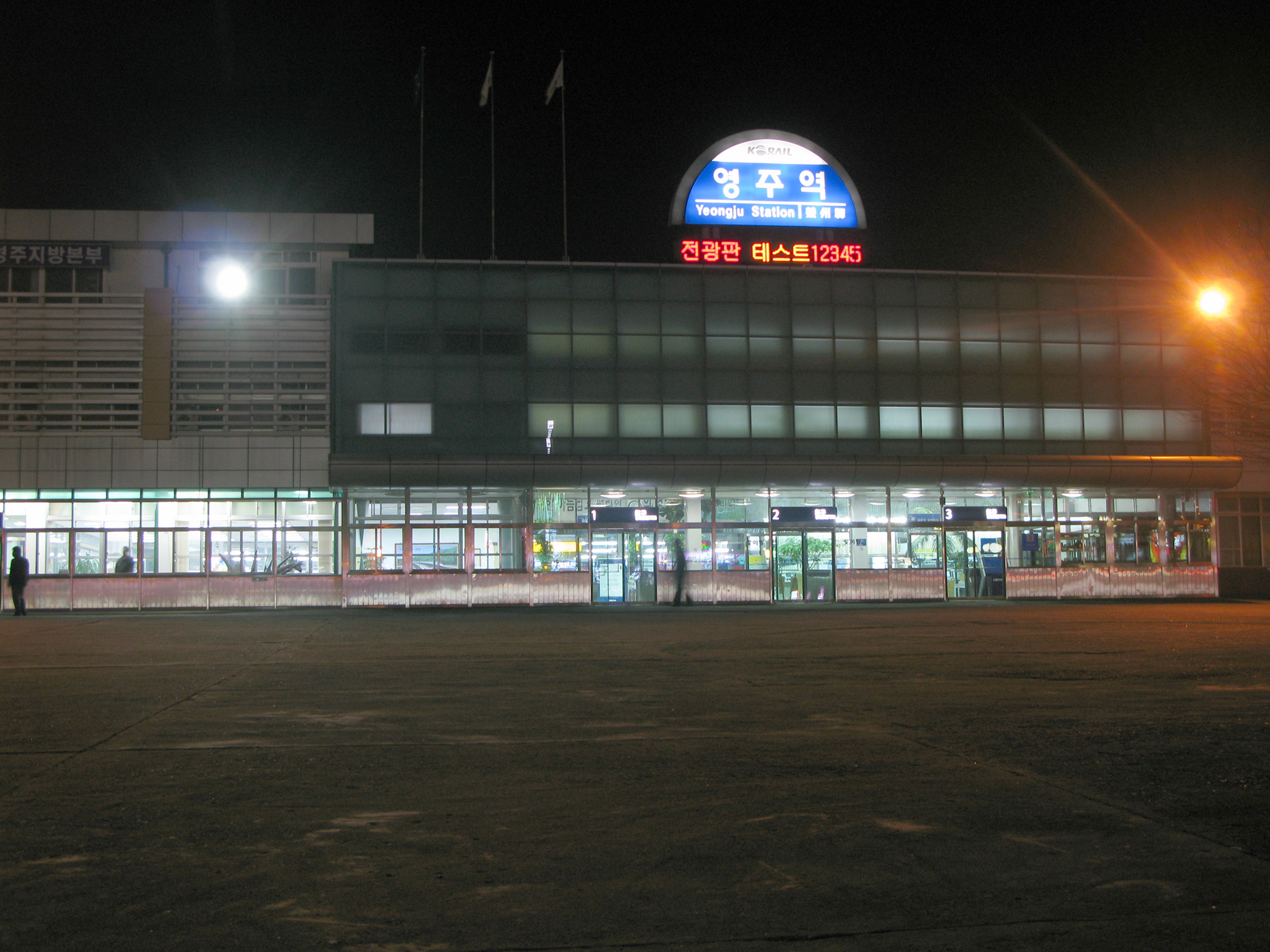
역사 야경
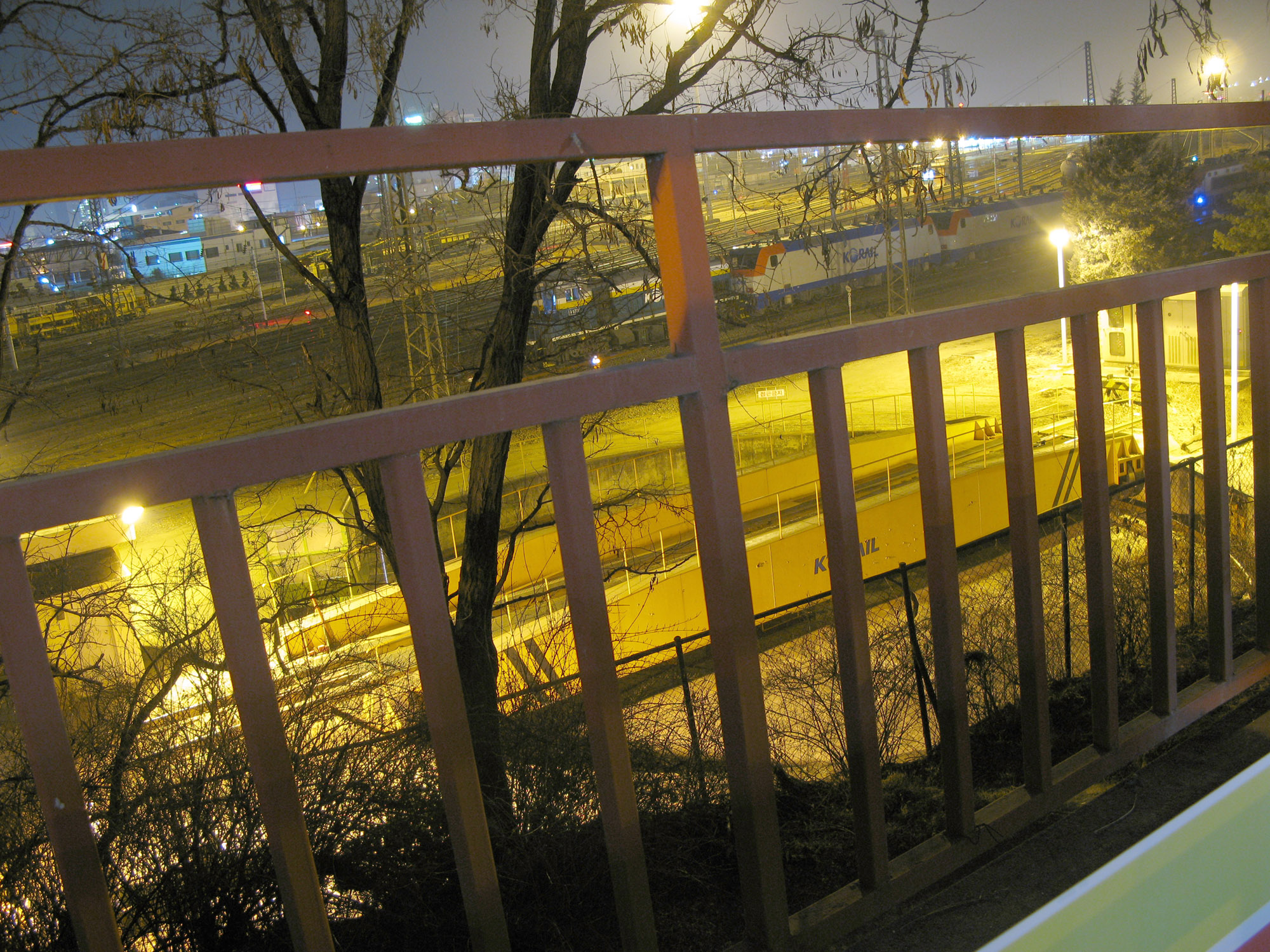
전차대
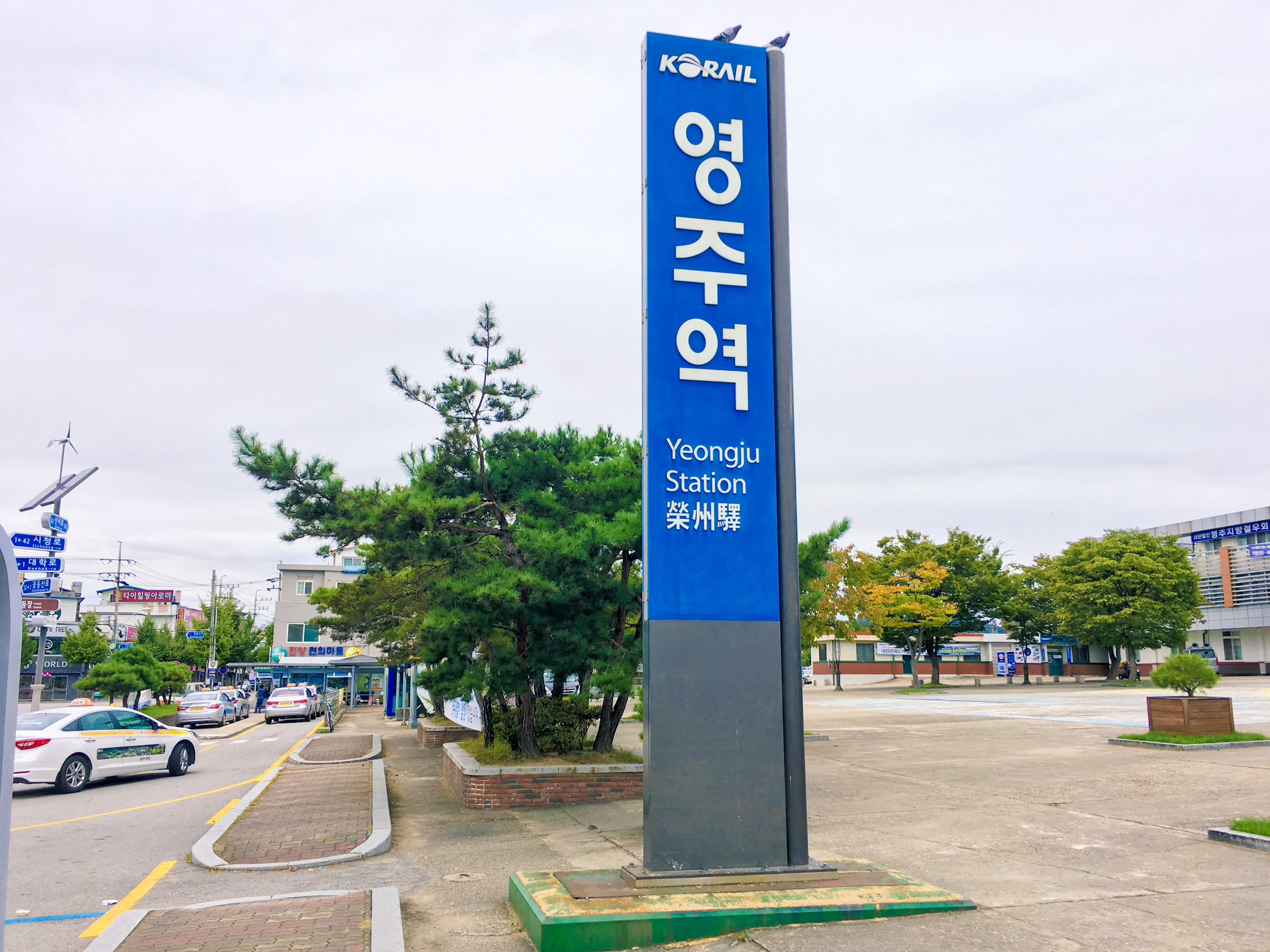
입간판 (폴싸인)
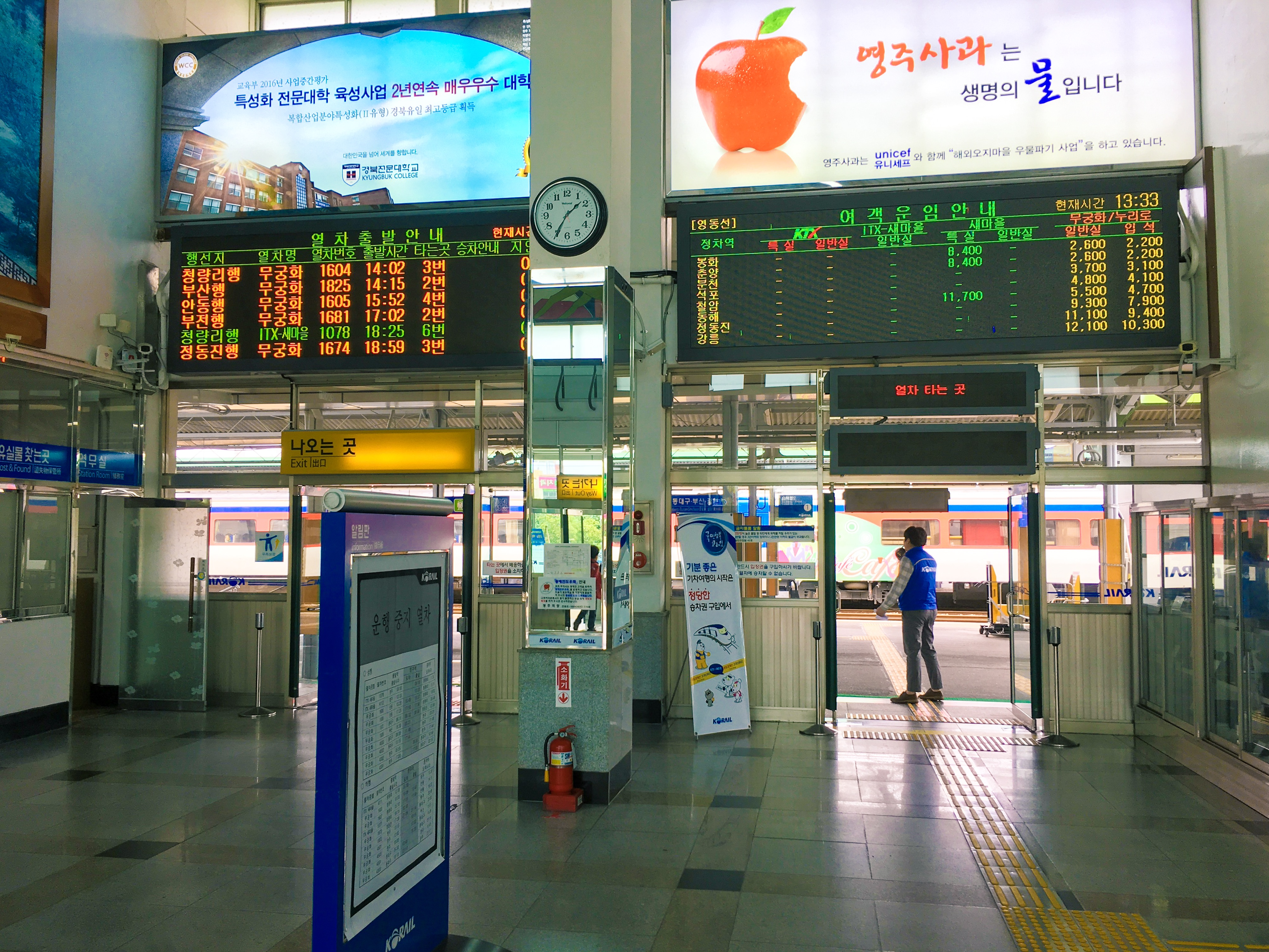
개찰구
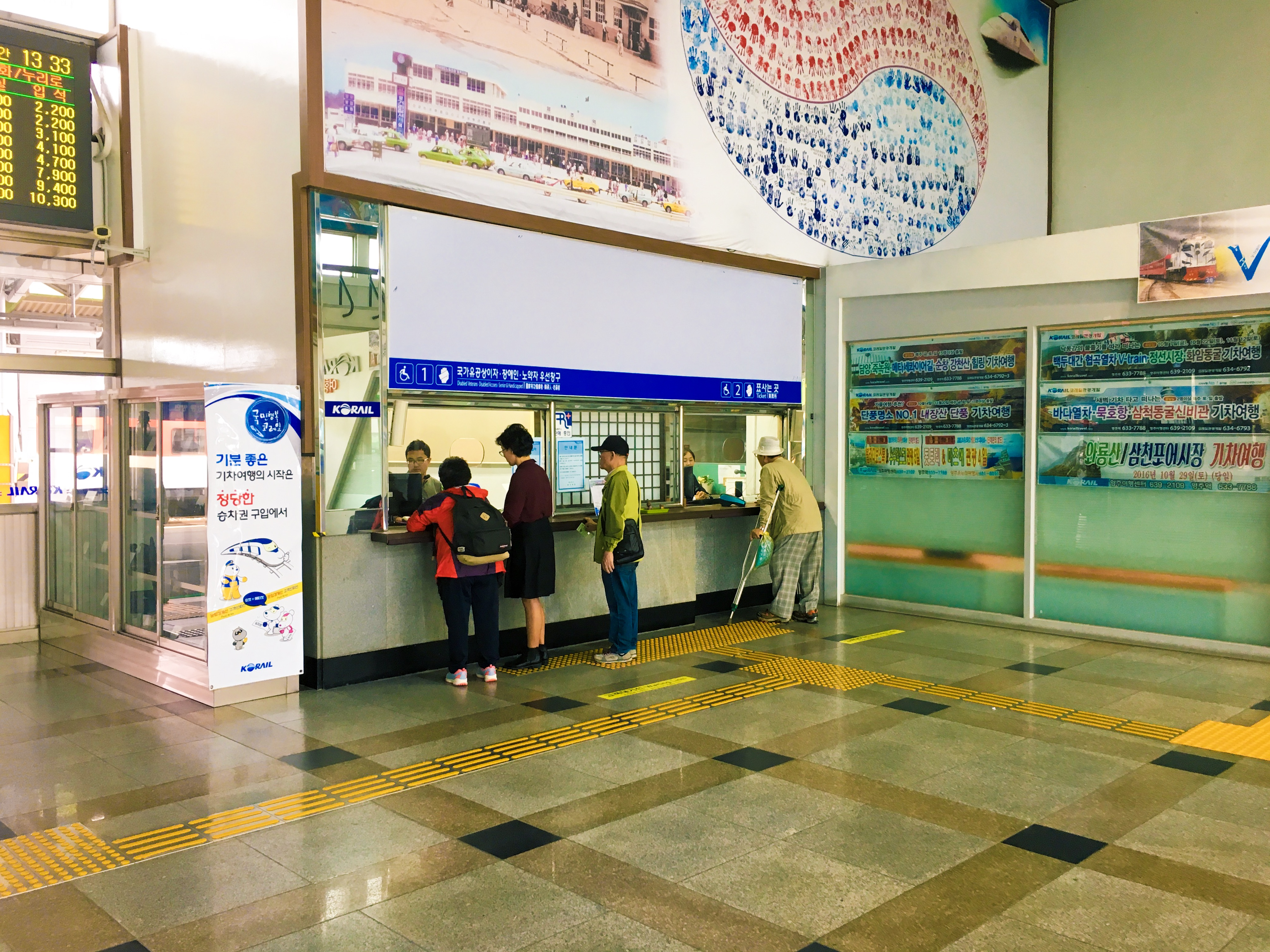
매표소 (2016년)
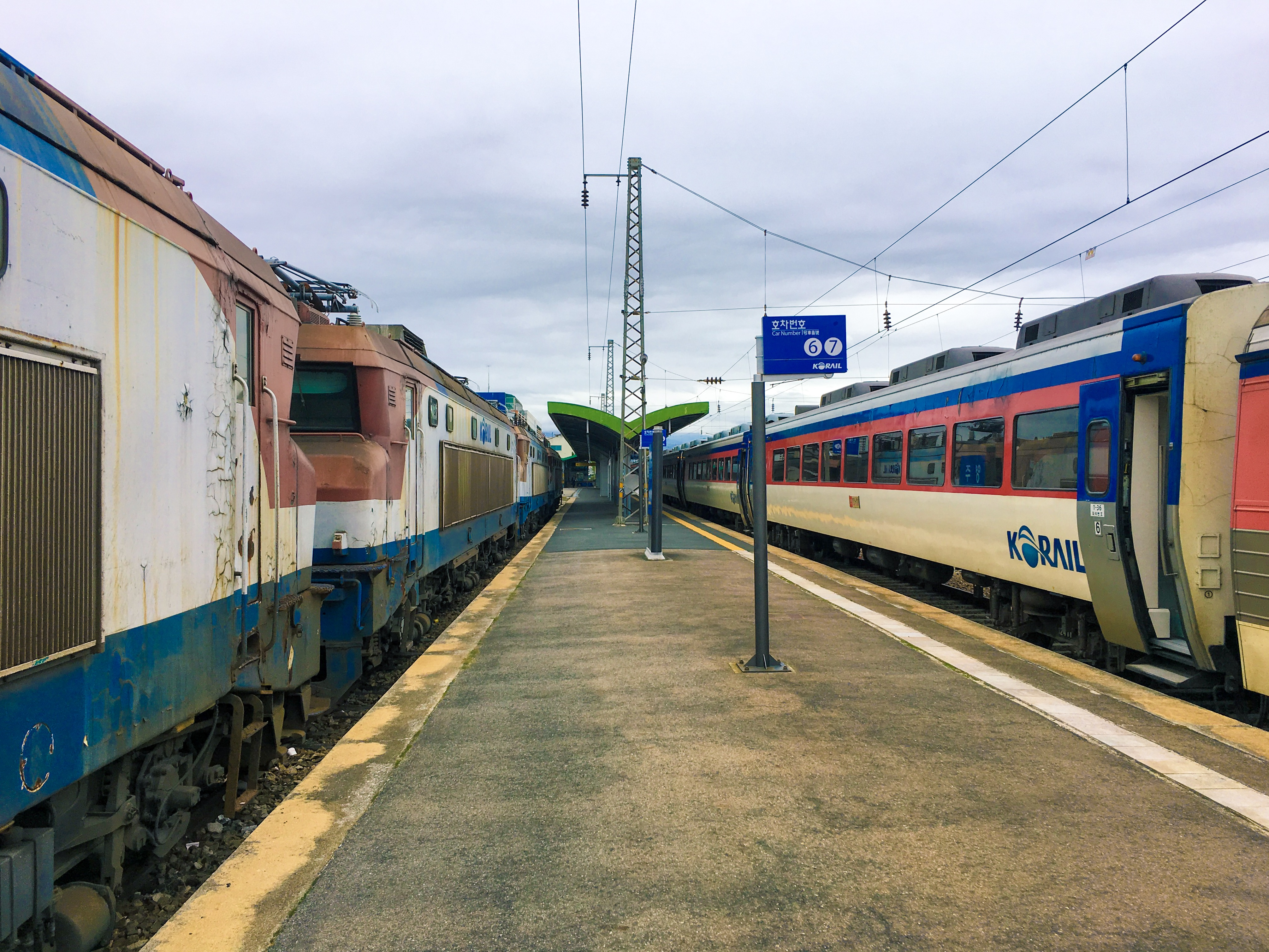
승강장 (2016년)
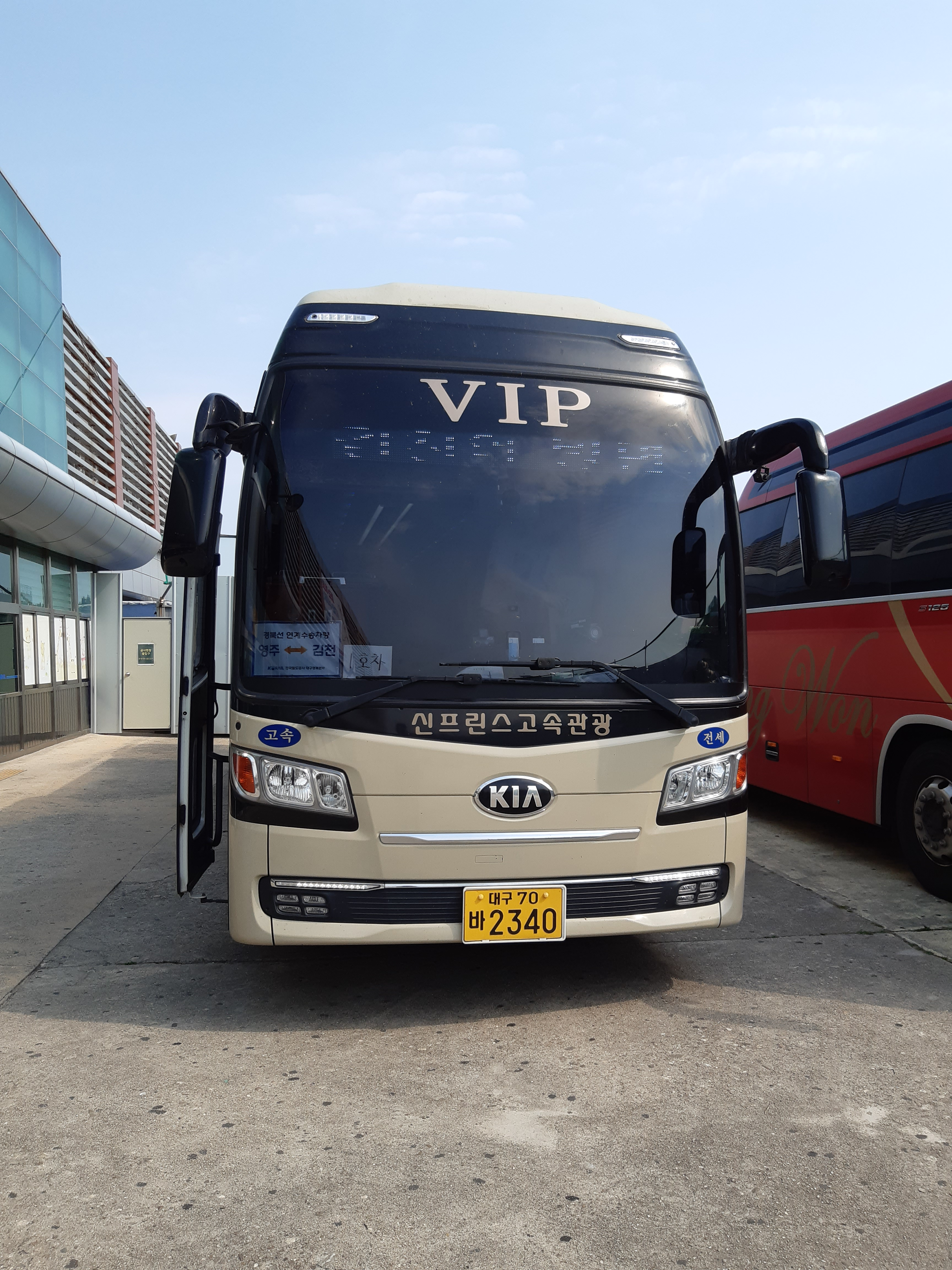
2021년 7월 31일까지 운행하는 경북선 임시 버스

## 신 역사
2021년 3월에 착공해 2024년 1월 10일 완공되었다.

## 인접한 역
| 중앙선           | 중앙선            | 중앙선           |
| ---------------- | ----------------- | ---------------- |
| 풍기 서울 방면   | KTX 중앙선        | 안동 부전 방면   |
| 풍기 청량리 방면 | ITX-새마을 중앙선 | 안동 방면        |
| 풍기 청량리 방면 | ITX-마음 중앙선   | 안동 부전 방면   |
| 경북선           |                   |                  |
| 시·종착역        | 무궁화호 경북선   | 예천 김천 방면   |
| 영동선           |                   |                  |
| 봉화 동해 방면   | 무궁화호 영동선   | 안동 동대구 방면 |
| 시·종착역        | 백두대간협곡열차  | 봉화 철암 방면   |